# Alfredo Luis Benítez
Alfredo Luis Benítez (San Salvador de Jujuy, 11 de octubre de 1919-desconocido) fue un escribano y político argentino del Partido Justicialista. Se desempeñó como vicegobernador de la provincia de Jujuy entre 1973 y 1976 y como senador nacional por la misma provincia entre 1983 y 1992.

## Biografía
Nació en 1919 en San Salvador de Jujuy. Comenzó a trabajar en el poder judicial de la provincia de Jujuy a los 20 años como auxiliar, desarrollando allí su carrera. Se recibió de escribano en 1943, ejerciendo en el poder judicial y como notario, siendo titular de un registro. Fue fundador del colegio de procuradores y del colegio de escribanos de Jujuy, en donde también se desempeñó como su primer presidente.
En política adhirió al peronismo, desempeñando diversos cargos públicos. En su provincia, fue secretario del Instituto de Previsión Social, secretario administrador de las Casas Baratas y director de Primera Hilandería y Tejeduría Jujeña. En la provincia de Tucumán fue subsecretario de Gobierno y Justicia hasta 1955, subsecretario de Cultura e Instrucción Pública y director general de Enseñanza. En 1966 fue elegido diputado provincial, pero no asumió el cargo al ser designado ministro de Gobierno, Justicia y Educación por el gobernador José Humberto Martiarena.
En las elecciones provinciales de 1973, fue elegido vicegobernador de Jujuy, secundando a Carlos Snopek. La fórmula tenía mandato hasta 1977 pero fue interrumpido por el golpe de Estado del 24 de marzo de 1976.
En el ámbito partidario, fue dos veces vicepresidente primero del Partido Justicialista de Jujuy (en 1973 y 1983), integrando previamente el triunvirato reorganizador del mismo y el consejo federal.
En las elecciones al Senado de 1983, fue elegido senador nacional por Jujuy, con mandato hasta 1992. Fue vicepresidente de las comisiones de Asuntos Constitucionales; de Industria y de Comercio; y secretario de la comisión de Economías Regionales; integrando como vocal las comisiones de Acuerdos; de Asuntos Administrativos y Municipales; de Comunicaciones; y de Recursos Naturales y Ambiente Humano.